# Piscina mirabilis

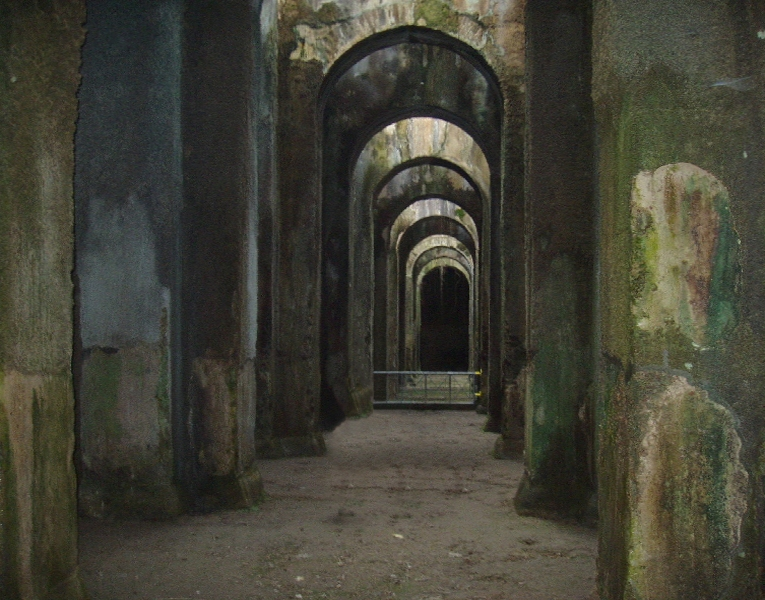
Piscina Mirabilis

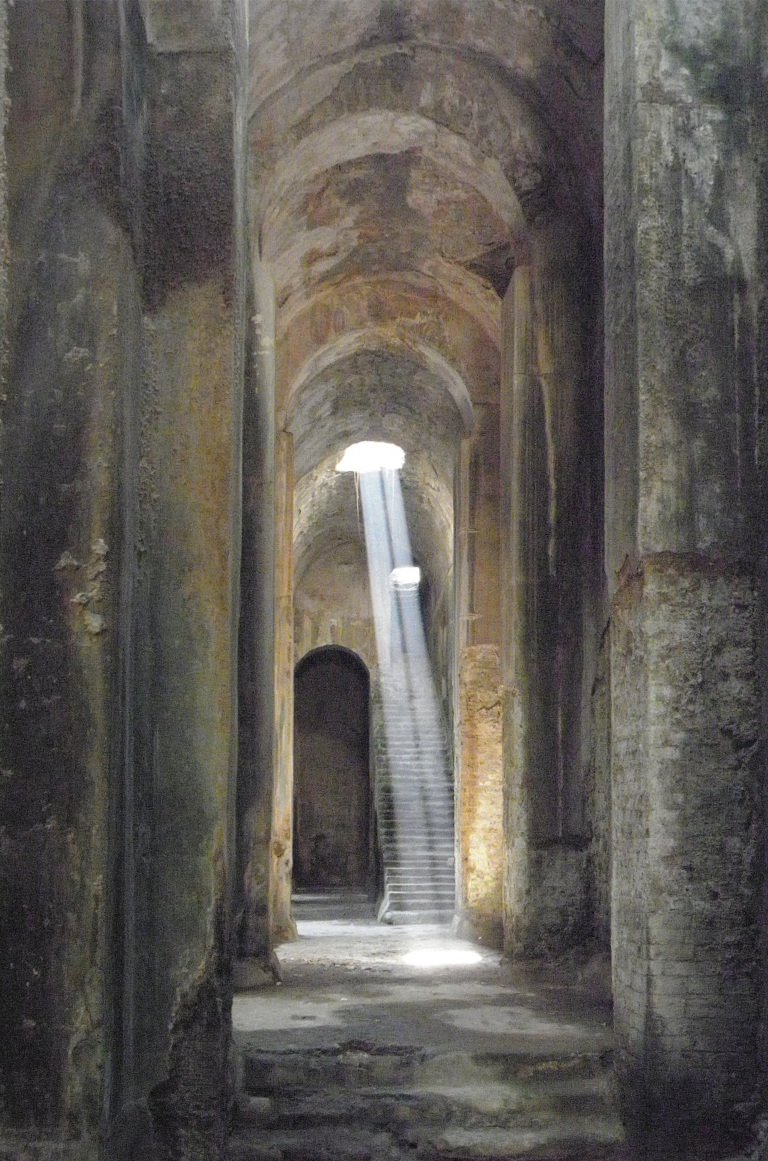

Die Piscina mirabilis ist ein unterirdisches Trinkwasser-Reservoir aus römischer Zeit in Bacoli in Kampanien, in der Nähe des antiken Misenum.
Das von Petrarca so benannte „wunderbare Becken“ diente zur Versorgung der classis praetoria Misenensis, der stärksten der römischen Kriegsflotten, deren Stützpunkt bis 330 n. Chr. Misenum war.
Das Reservoir ist ca. 70 m lang, 25,5 m breit und 15 m hoch. Seine Decke wird durch 48 Säulen gestützt. Es hat ein Fassungsvermögen von 12.600 m³. Gespeist wurde es durch den Serino-Aquädukt. Das Becken ist teilweise aufgemauert, teilweise auch in den Tuff gegraben und war wasserdicht verputzt, allerdings wurden in späteren Jahrhunderten Teile dieses Putzes abgekratzt und zur Herstellung von Schießpulver verwendet.
Die Piscina mirabilis gehört zum Parco Archeologico dei Campi Flegrei, der dem Ministerium für Kulturgüter (MiBACT) untersteht. Eine Besichtigung ist auf Anfrage möglich.
In der Umgebung befinden sich noch weitere römische Zisternen.